# Henri Padou
Henri Padou   (Roubaix, 15 de maig de 1898 - Wasquehal, 19 de novembre de 1981) va ser un waterpolista i nedador francès que va competir durant les dècades de 1920 i 1930. Era el pare del també nedador Henri Padou Jr..
El 1920 va prendre part en els Jocs Olímpics d'Anvers, on va disputar les proves de relleus 4x200 metres lliures i 100 metres lliures del programa de natació. En ambdues quedà eliminat en sèries. En aquests mateixos Jocs fou novè en la competició de waterpolo. Quatre anys més tard, als Jocs de París, va guanyar la medalla d'or en la competició de waterpolo, alhora que tornava a quedar eliminat en sèries en les proves de relleus 4x200 metres lliures i 100 metres lliures del programa de natació.
El 1928 va guanyar la medalla de bronze en la competició de waterpolo dels Jocs d'Amsterdam, mentre el 1936, a Berlín, fou quart en la mateixa competició.